# Дедюшко Олександр Вікторович
Олександр Вікторович Дедюшко (біл. Аляксандр Віктаравіч Дзядзюшка; 20 травня 1962, Вовковиськ — 3 листопада 2007, Володимирська область, Росія) — російський актор театру і кіно.

## Біографія
Народився 20 травня 1962 року в білоруському місті Вовковиськ (біл. Ваўкавыск). Актор театру й кіно. Після школи працював автослюсарем. Три роки служив на Балтійському флоті, на кабелевкладачі «Донецьк».
Вивчати акторське мистецтво Олександр вирушив у Нижній Новгород, де й закінчив театральне училище. Після цього півроку актор відпрацював у Мінському театрі, потім шість сезонів у Володимирському. У 33 роки Олександр вирішив, що настав, нарешті, час спробувати свої сили в Москві. Він приїхав у столицю й улаштувався в МХАТ Олега Єфремова. Одначе значних ролей довгий час не було, Олександр заробляв гроші рекламними роликами й фільмуваннями в масованках. У той час, коли акторові доводилося шукати роботу за фахом, він продавав холодильники й телевізори.
Наприкінці 1990-х років почався час «спецпризначенських» фільмів. Олександр Дедюшко підходив по всіх параметрах — він мав спортивну фігуру, «вольову» зовнішність і гарні акторські показники. Зігравши головну роль у серіалі «Оперативний псевдонім», він одразу зажив слави. А далі почалася напружена робота, нові ролі не забарилися. Олександр Дедюшко зіграв у російських фільмах «Сармат», «Парни из стали», «Сломанная стрела», «Покушение», «Кукла», «Вор» і в багатьох інших.
Олександрова дружина, Світлана Чорнишкова, теж була акторкою. Вони познайомилися у Володимирському театрі, де Світлана працювала, закінчивши Красноярський інститут культури. Олександр і Світлана були одружені 11 років. Основою їхньої родини був восьмирічний син Дмитрик, що у свої роки вже почав фільмуватися в рекламних роликах. У 2007 році вся родина разом зафільмувалася в романтичному фільмі «Вечірня казка». Режисер довгий час не міг знайти хлопчика, який би зміг зіграти сина Олександрового героя. В останню мить Олександр запропонував спробувати Дмитрика, і хлопчик одразу підійшов.
Олександр Дедюшко брав участь і у великих телевізійних проектах. Актор був ведучим програми «Вулиця твоєї долі», що розповідала про невідомих героїв, багато з яких злидарюють і потребують допомоги. У жовтні 2006 року Олександр з'явився на екранах телеканала «Росія» в популярному шоу «Танці з зірками», де він танцював у парі з переможницею Чемпіонату Росії з латиноамериканських танців Ліаною Шакуровою.
Трагічно загинув пізно ввечері в суботу 3 листопада 2007 року у віці 45 років в автокатастрофі разом з родиною (дружиною і сином).[1] Вранці того дня актор разом з родиною відправився у Володимир у гості до свого друга-стоматолога. Увечері того ж дня сім'я Дедюшко виїхала назад, так як вони повинні були зустріти батьків Світлани на вокзалі. Вони так і чекали їх на вокзалі. На 109-му кілометрі біля заправки за селом Нові Омутищи в Петушинська районі Володимирської області Олександр на своєму автомобілі «Toyota Picnic» (Олександр і Світлана сиділи попереду, Діма — на задньому сидінні) в 22 години 15 хвилин з невідомих причин перетнув дві суцільні лінії, виїхав на зустрічну смугу, де на крайній лівій смузі зустрічного руху зіткнувся з вантажівкою «Scania», який фактично підім'яв під себе всю машину. Водій вантажівки, 38-річний нижньогородець Анатолій Тутуркін, залишився в живих.
Прибулі на місце співробітники ДАІ не змогли відразу впізнати сім'ю Дедюшко, так як в обгорілої машині не було як документів, так і нічого іншого, що могло б їх ідентифікувати. Впізнання провели після того, як у Діми був виявлений мобільний телефон, який був записаний номер сестри Світлани Анни. Пізніше, зі слів рятувальників, з'ясувалося, що Діма після аварії був якийсь час ще живий, але помер до приїзду швидкої. Олександр разом з дружиною і сином був похований 7 листопада 2007 року на Троєкуровському кладовищі в Москві. Тіла Олександра та Світлани були настільки понівечені, що їх ховали в закритих трунах. Восени 2009 року на місці загибелі сім'ї Дедюшко був встановлений пам'ятник, що являє собою стелу з чорного граніту, увінчану хрестом, з вигравіруваними портретами Олександра, Світлани і Дмитра.

## Фільмографія
- 1997 — «Злодій» («Вор»)
- 1999 — телесеріал «Досьє детектива Дубровського» («Досье детектива Дубровского») «Ціна голови» («Цена головы»),
- 1999 — телесеріал «Директорія смерті» («Директория смерти») «Хід ферзем» («Ход ферзём»),
- 1999 — «Сімейні таємниці» («Семейные тайны»)
- 2000 — «ДМБ»
- 2000-2004 — телесеріал «Марш Турецького» («Марш Турецкого») «Небезпечно життю» («Опасно для жизни»), брав участь у всіх сезонах
- 2001 — «Лялька» («Кукла»)
- 2003 — «Чорний м'яч» («Чёрный мяч»)
- 2003 — телесеріал «Дружня сімейка» («Дружная семейка»)
- 2003 — «Таємниця блакитної долини» («Тайна голубой долины»)
- 2003 — телесеріал «Оперативний псевдонім» («Оперативный псевдоним»)
- 2003 — телесеріал «Спецпризначенці» («Спецназ»)
- 2004 — телесеріал Сармат
- 2005 — «Команда чемпіонів» («Команда чемпионов»)
- 2005 — «Хлопці з криці» («Парни из стали»)
- 2005 — «Замах» («Покушение») (серіал?)
- 2005 — телесеріал «Оперативний псевдонім-2» («Оперативный псевдоним-2»)
- 2005 — «Російський бізнес 21 сторіччя» («Русский бизнес 21 века»)
- 2006 — «Офіцери» («Офицеры»)
- 2006 — «Псевдонім „Албанець“» («Псевдоним „Албанец“»)
- 2007 — «Я шпиг» («Я сыщик»)
- 2007 — «Тарас Бульба»
- 2007 — «Вечірня казка» («Вечерняя сказка»)
- 2007 — «Якщо ти мене чуєш» («Если ты меня слышишь»)
- 2008 — «Псевдонім „Албанець“-2» («Псевдоним „Албанец“-2»)